# Remigiusz Napiórkowski

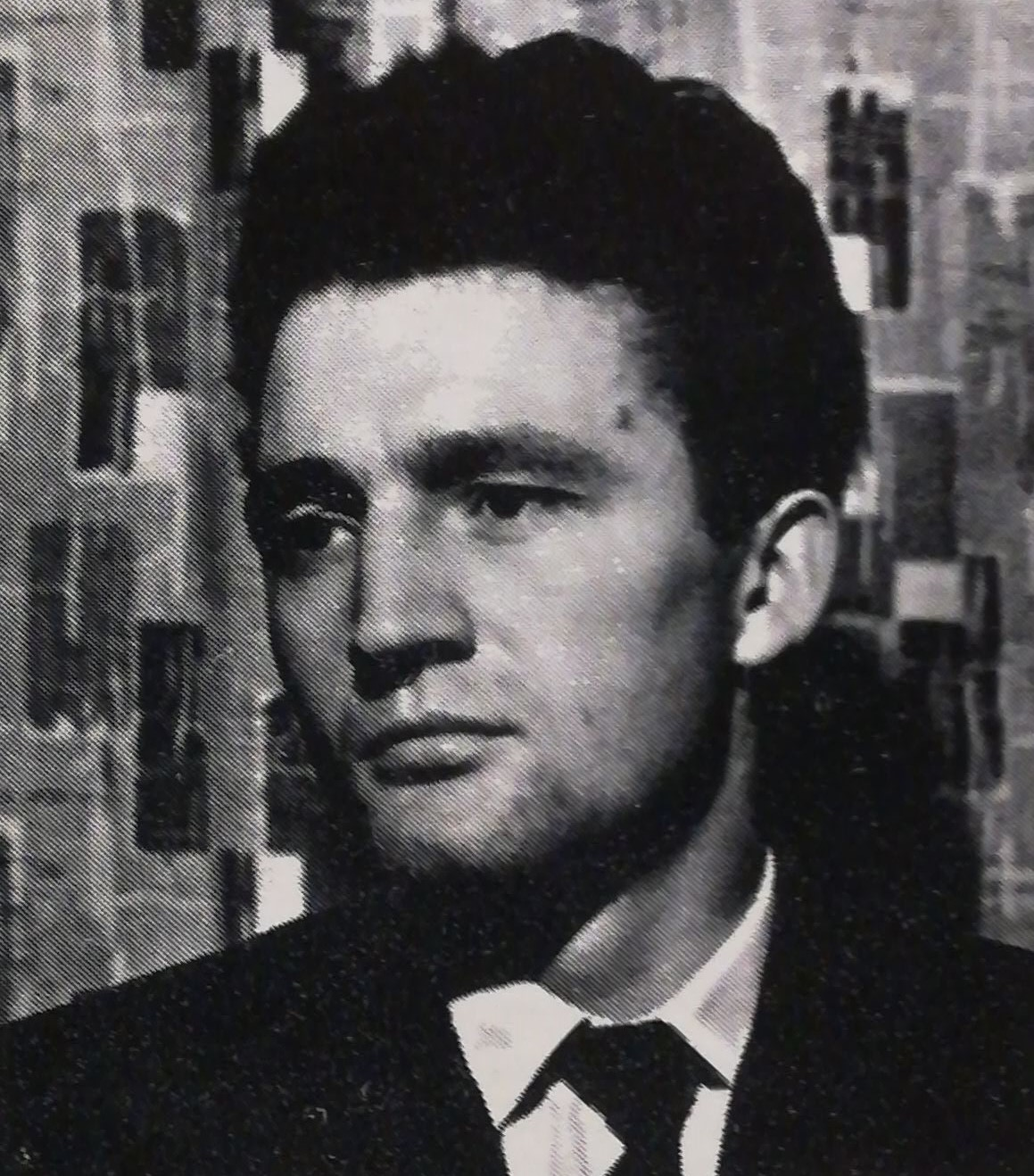
Porträt aus den 1960er Jahren

Remigiusz Napiórkowski (* 1936 bei Maków Mazowiecki, Zweite Polnische Republik) ist ein polnischer Schriftsteller, Prosaist, Dramaturg und Reporter der Zeit der Volksrepublik Polen.

## Leben
Napiórkowski wuchs in Pułtusk auf. Er arbeitete als Lehrer in Masuren. Sein literarisches Debüt feierte er 1958 in der Zeitschrift Warmia i Mazury. 1959 begann er ein Philosophiestudium an der Warschauer Universität. Während seines Studiums publizierte er in der Zeitschrift Współczesności und anderen literarischen Blättern. Er schrieb auch Reiseberichte aus Ostasien, Japan und Westeuropa sowie zahlreiche Theaterstücke. Nach der Verhängung des Kriegsrechts in Polen siedelte er 1983 nach Schweden über. Er lebte zuletzt in Malmö.